# 犬目宿
犬目宿（いぬめじゅく）は、旧甲州街道の宿場の一つ。日本橋から数えて21番目の宿場。山梨県上野原市にある。同地域内では最も標高が高い位置にある宿場であり、犬目宿から見た富士山は「犬目富士」と呼ばれ、絵師によって描かれた。

## 概要

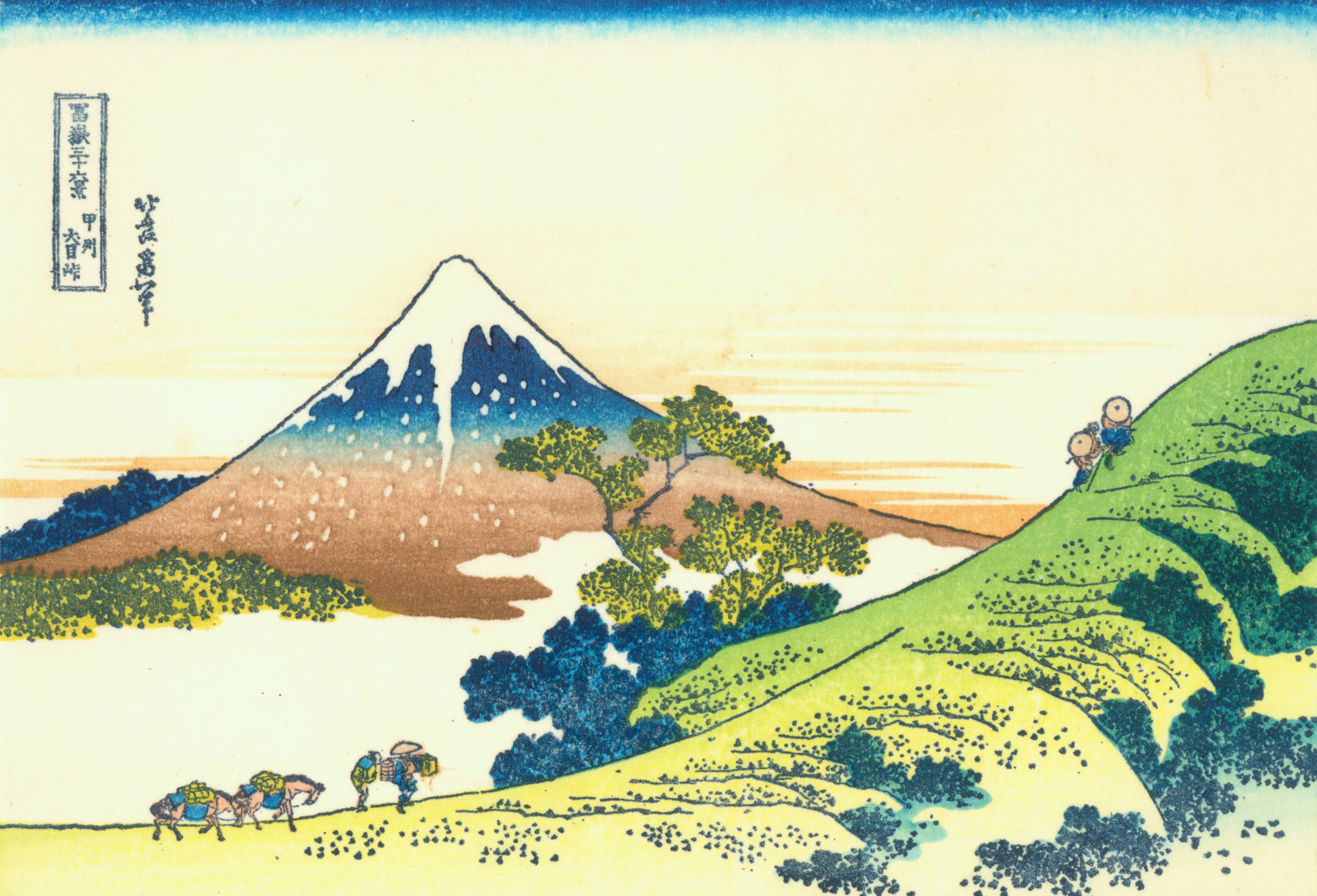
葛飾北斎「甲州犬目峠」（『冨嶽三十六景』）

犬目峠に近い山峡の小さな宿場町。犬目宿は、一つの村が宿そのものになってできたと考えられている。1712年（正徳2年）、現在の場所より600mほど下方の斜面（元土橋）にあった集落が、現在の場所に集められ、その翌年、宿駅起立の際に、統一的意思により「一村一宿」の宿場として創設された。1842年（天保14年）には戸数56戸、人口255人、本陣2、脇本陣0、旅籠15（大3、中3、小7）を数えた。
1970年（昭和45年）2月12日、民家から火事が発生。強風に煽られて次々と延焼し民家14戸と農協出張所、公民館など40棟が全焼。格子戸などが残る古い宿場町の建物の約半分が失われた。
集落の中心部に公民館兼農産物直売所「犬目宿直売所」がある。また、宿の中心には火の見櫓が立つ。犬目宿から見た富士山は｢犬目富士｣と呼ばれ、葛飾北斎や歌川広重も犬目峠付近から眺めた富士山を題材として描いた。
犬目宿内には、「犬」を冠した「犬目兵助の墓」「犬嶋神社」などがある。「犬目」の由来は、判然とせず、地元の郷土史研究家も一様に知らないという。
つげ義春の『猫町紀行』の猫町のモデルとされる。

### 犬目兵助
1836年（天保7年）の大飢饉の際に立ち上がり、米を買い占めていた商人に直談判した義民ということで顕彰され看板と墓がある。その後、兵助は、幕府の厳しい追求に各地に逃避行を重ね、木更津に落ち着くと算術指南となり、晩年にひそかに犬目に帰ってきて71歳まで生き、現在も子孫が同地にいると伝わる。

### 犬嶋神社
氏子62戸という小さな社。

### 宝勝寺
街道筋にある宝勝寺は当地で一番の古刹で甲斐88ヶ所の第6番札所、郡内三十三観音霊場の23番霊場である。葛飾北斎の「富嶽三十六景」、歌川広重の「不二三十六景」などの富士はこの辺りから描かれた。高さ7ｍを超える一本堀の石像のほか、慈母観音や本堂には約120mの木彫りの観音が20体祀られている。桃太郎伝説犬の話が残る。

### 白馬不動尊
街道筋にある白馬不動尊は行基上人の伝説が残る。

## 交通アクセス
- 上野原から富士急バス